# All Nite (Don't Stop)
Singles de Janet Jackson
"Don't Worry"
(2004) "R&B Junkie"
(2004)
All Nite (Don't Stop) est une chanson de Janet Jackson, troisième single extrait de son huitième album studio, Damita Jo.

## Informations
La chanson contient un sample de "Hang up Your Hang Ups", un titre d'Herbie Hancock sorti en 1975. La face-B est "Put Your Hands On", une chanson qui apparaît sur l'édition japonaise de l'album Damita Jo.
Janet Jackson a interprété cette chanson, dans un medley avec "R&B Junkie" lors des BET Awards de 2004, en featuring avec Elephant Man qui a travaillé sur un remix de "All Nite (Don't Stop)". Le duo a essuyé des critiques de la part de la communauté LGBT, Elephant Man étant connu pour ses paroles homophobes. Janet Jackson avait déjà dû présenter ses excuses à la communauté gay après avoir travaillé avec Beenie Man pour "Feel It Boy".
Cette chanson a été interprétée lors du Rock Witchu Tour , du Number Ones: Up Close and Personal , du Unbreakable World Tour et du State of the World Tour 2017-2018 .

## Performances dans les charts
La chanson a atteint la 19e place du Bubbling Under Hot 100 Singles, un classement figurant dans le magazine Billboard. Bien que cela n'ait pas été son premier single à ne pas entrer dans le Billboard Hot 100, ce single représente une déception majeure pour la chanteuse. La chanson n'a pas non plus été classée au Canada et a manqué le top 30 dans la plupart des pays d'Europe. Cependant, elle a atteint la 24e place en Australie, ainsi que la 19e place au Royaume-Uni. En mars 2008, après le succès de la chanson "Feedback", le single est revenu à la 40e place du Hot 100 Singles Sales.

## Clip
Le clip illustrant la chanson a été réalisé en juin 2004 par Francis Lawrence, qui avait également travaillé sur le clip de "Someone to Call My Lover" en 2001. Il se déroule à l'hôtel El Dorado, un hôtel abandonné de Skid Row, pendant une panne de courant. La chorégraphie est l’œuvre de Gil Duldulao.
Après l'incident de costume survenu lors de la mi-temps du Super Bowl XXXVIII, MTV a refusé de diffuser ce clip. Il figure sur la compilation From janet. to Damita Jo: The Videos.

## Supports
"All Nite (Don't Stop)" est sorti dans certains pays sur une double face A avec "I Want You".
| Vinyle promo Royaume-Uni (VUSTDJ 292) 1. Sander Kleinenberg Club Mix – 8:50 2. Low End Specialists Main Mix – 8:48 Vinyle Royaume-Uni (VUST 292) 1. Album Version – 3:26 2. Sander Kleinenberg Everybody Club Mix – 8:50 3. "I Want You" – 4:12 4. So So Def Remix – 3:51 CD Royaume-Uni (VUSCTX 292) 1. Album Version – 3:26 2. "I Want You" – 4:12 3. "Put Your Hands On" – 3:56 4. Sander Kleinenberg's Radio Mix – 4:14 5. "I Want You" (Ray Roc Radio Mix) – 4:18 6. "All Nite (Don't Stop)" (Video) 7. "I Want You" (Video) CD promo États-Unis (708761867411) 1. All Nite (Don't Stop) (So So Def Remix) – 3:51 2. All Nite (Don't Stop) (So So Def Instrumental) – 3:48 3. All Nite (Don't Stop) (A Cappella) – 3:51 4. R&B Junkie – 3:11 5. R&B Junkie (Instrumental) – 3:11 6. All Nite (Don't Stop) (Clean Version) – 3:28 | Double-vinyle promo États-Unis (7087 6 18665 1 3) 1. Sander Kleinenberg Everybody Remix – 8:40 2. Low End Specialists Main Mix – 8:48 3. Sander Kleinenberg Dub – 8:40 4. Low End Specialists Dub – 8:48 CD États-Unis (7243 5 49569 2 8) 1. Album Version – 3:26 2. "I Want You" – 4:12 3. "Put Your Hands On" – 3:56 CD Europe (7243 5 49567 2 0) 1. Album Version – 3:26 2. "I Want You" – 4:12 CD Australie (7243 5 49951 2 5) 1. Album Version – 3:26 2. "I Want You" – 4:12 3. "Put Your Hands On" – 3:56 4. Sander Kleinenberg's Radio Mix – 4:14 CD Japon (VJCP-12180) 1. Album Version – 3:26 2. Sander Kleinenberg Everybody Club Mix – 8:42 3. "I Want You" – 4:12 4. So So Def Remix – 3:51 |

## Remixes officiels
- Original Version – 3:27
- Clean Version – 3:27[12]
- So So Def Remix featuring Elephant Man – 3:51[13]
- So So Def Instrumental – 3:48[13]
- So So Def A Cappella featuring Elephant Man – 3:51[13]
- Sander Kleinenberg Everybody Club Mix – 8:42[14]
- Sander Kleinenberg Radio Mix – 4:19[15]
- Sander Kleinenberg Dub – 8:41[14]
- Low End Specialists Main Mix – 8:43[14]
- Low End Specialists Radio Edit – 3:48[15]
- Low End Specialists Dub – 8:43[14]
- Low End Specialists Instrumental – 8:46[15]
- Chris Cox Club Mix – 12:21[16]

## Classements
| Pays (2004)                               | Meilleure position |
| ----------------------------------------- | ------------------ |
| Australie                                 | 24                 |
| Belgique (Flandre)                        | 21                 |
| Belgique (Wallonie)                       | 22                 |
| Pays-Bas                                  | 35                 |
| Allemagne                                 | 48                 |
| Irlande                                   | 26                 |
| Italie                                    | 30                 |
| Nouvelle-Zélande                          | 39                 |
| Roumanie                                  | 21                 |
| Espagne                                   | 13                 |
| Suisse                                    | 76                 |
| Royaume-Uni                               | 19                 |
| États-Unis Bubbling Under Hot 100 Singles | 19                 |
| États-Unis Hot R&B/Hip-Hop Songs          | 90                 |
| États-Unis Hot Dance Club Play            | 1                  |
| Pays (2008)                               | Meilleure position |
| États-Unis Hot 100 Singles Sales          | 40                 |

| Chart (2004)                   | Position |
| ------------------------------ | -------- |
| États-Unis Hot Dance Club Play | 30       |